# Brachyglossina macracantha
Brachyglossina macracantha är en fjärilsart som beskrevs av Louis Beethoven Prout 1938. Brachyglossina macracantha ingår i släktet Brachyglossina och familjen mätare. Inga underarter finns listade i Catalogue of Life.